# Lockheed Hudson
O Lockheed Hudson é um bombardeiro leve e avião de reconhecimento costeiro construído pela American Lockheed Aircraft Corporation. Foi inicialmente colocado em serviço pela Força Aérea Real pouco antes da eclosão da Segunda Guerra Mundial e operado principalmente por ela posteriormente. O Hudson foi uma conversão militar do avião Model 14 Super Electra, e foi o primeiro contrato de construção de aeronaves significativo para a Lockheed - o pedido inicial da RAF para 200 Hudsons superou em muito qualquer pedido anterior que a empresa havia recebido.
O Hudson serviu durante toda a guerra, principalmente com o Comando Costeiro, mas também em funções de transporte e treinamento, bem como entregando agentes na França ocupada. Também foi usado extensivamente com os esquadrões anti-submarinos da Força Aérea Real Canadense e pela Real Força Aérea Australiana.